# Aleksandr Beliáyev
Aleksandr Románovich Beliáyev (ruso: Александр Романович Беляев; Smolensk, 4 de marzojul./ 16 de marzo de 1884greg.-Pushkin, 6 de enero de 1942) fue un escritor ruso de ciencia ficción.
Su trabajo durante los años 1920 y 1930 le valió muchos premios y la crítica lo llama aún hoy, el Julio Verne ruso. Este escritor soviético abarcó sin embargo una mayor variedad de temas, incluso aquellos que Verne no consideraba científicos, como la telepatía y la levitación.
De niño se lastimó la columna vertebral al caer después de haber trepado a un tejado. En su veintena, a menudo convaleciente, leía a Julio Verne, H. G. Wells o Konstantín Tsiolkovski y empezó a escribir novelas.
Estudió derecho y música, fue director de un orfanato, músico de orquesta, escenógrafo, periodista, inspector de policía, bibliotecario, jefe del departamento jurídico de un ministerio. Y en 1925, decidió dedicarse enteramente a escribir. Toda la obra de Beliáyev es un ejemplo de seriedad y minuciosidad científicas, aunque de cuando en cuando asoma en él un notable poeta lírico.
A la edad de 32 años contrajo tuberculosis ósea, y tuvo que pasar seis años en cama. La enfermedad se agravó varias veces, y Beliáyev, al fin, no pudo sobrevivir a las penurias de la guerra, murió cerca de Leningrado durante el cerco nazi. Su esposa y su hija fueron llevadas por los nazis a Polonia.

## Obras seleccionadas

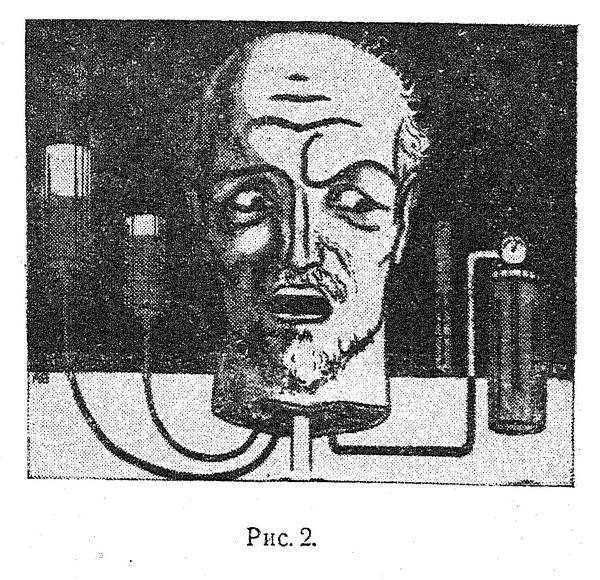
La cabeza del profesor Dowell: ilustración de una edición de 1939.

- La cabeza del profesor Dowell (Голова профессора Доуэля, 1925)
- El anfibio (Человек-амфибия, 1928)
- Ictiandro (1928)
- La estrella Ketz (1938)
- El ojo mágico (1938)
- Ariel (Ариэль, 1941)

## Adaptaciones cinematográficas
- El hombre anfibio (URSS, 1962). Chelovek-Amfibiya / Человек-Амфибия.

DIRECTOR: Vladimir Chebotaryov, Gennadi Kazansky.
GUIÓN: Akiba Golburt, Alekséi Kápler y Aleksandr Ksenofontov. 
MÚSICA: Andrei Petrov.
FOTOGRAFÍA: Eduard Rozovsky.
PRODUCTORA: Goskino / Lenfilm Studio.
ACTORES: Vladimir Korenev, Anastasiya Vertinskaya, Mikhail Kozakov, Vladen Davydov, Anatoli Ivanov.
- El legado del profesor Dowell (URSS, 1984). Zaveshchaniye professora Douelya / Завещание профессора Доуэля.

DIRECTOR: Leonid Menaker. 
GUIÓN: Igor Vinogradsky y Leonid Menaker
ACTORES: Olgert Kroders, Igor Vasilyev, Natalya Sayko, Nikolai Lavrov y Valentina Titova